# Ellenville
Ellenville – wieś w Stanach Zjednoczonych, w stanie Nowy Jork, w hrabstwie Ulster.